# Seznam ministrů pro zásobování lidu Československa
Toto je seznam ministrů pro zásobování lidu Československa, který obsahuje chronologický přehled všech členů vlád Československa působících v tomto úřadu.

## Ministři pro zásobování lidu (výživy) první Československé republiky 1918–1933
| #  | Jméno                     | Fotografie | Strana      | Vláda                                  | Funkční období                        | Poznámky                                                          |
| -- | ------------------------- | ---------- | ----------- | -------------------------------------- | ------------------------------------- | ----------------------------------------------------------------- |
| 1  | Bohuslav Vrbenský         |            | ČSS         | vláda K. Kramáře                       | 14. listopadu 1918 – 8. července 1919 | Ministr výživy lidu                                               |
| 2  | Fedor Houdek              |            | SNS SNaRS   | 1. vláda V. Tusara                     | 8. července 1919 – 1. dubna 1920      | Ministr výživy lidu                                               |
| 3  | Kuneš Sonntag             |            | agrár. str. | 1. vláda V. Tusara                     | 1. dubna 1920 – 25. května 1920       | Správce ministerstva výživy lidu                                  |
| 4  | Václav Johanis            |            | ČSSD        | 2. vláda V. Tusara                     | 25. května 1920 – 15. září 1920       | Ministr pro zásobování lidu                                       |
| 5  | Leopold Průša             |            | nestraník   | 1. vláda J. Černého                    | 15. září 1920 – 24. ledna 1921        | Ministr pro zásobování lidu                                       |
| 6  | Vladislav Brdlík          |            | agrár. str. | 1. vláda J. Černého                    | 24. ledna 1921 – 25. dubna 1921       | Správce ministerstva pro zásobování lidu                          |
| 7  | Ladislav Prokop Procházka |            | nestraník   | 1. vláda J. Černého                    | 25. dubna 1921 – 26. září 1921        | Správce ministerstva pro zásobování lidu                          |
| 8  | Antonín Srba              |            | ČSSD        | vláda E. Beneše                        | 26. září 1921 – 7. října 1922         | Správce ministerstva pro zásobování lidu                          |
| 9  | Emil Franke               |            | ČSS         | 1. vláda A. Švehly                     | 7. října 1922 – 9. prosince 1925      | Ministr pro zásobování lidu                                       |
| 10 | Josef Dolanský            |            | ČSL         | 2. vláda A. Švehly                     | 9. prosince 1925 – 18. března 1926    | Ministr pro zásobování lidu                                       |
| 11 | Jiří Haussmann            |            | nestraník   | 2. vláda J. Černého                    | 18. března 1926 – 12. října 1926      | Ministr pro zásobování lidu                                       |
| 12 | Jan Černý                 |            | nestraník   | 3. vláda A. Švehly 1. vláda F. Udržala | 12. října 1926 – 7. prosince 1929     | Správce ministerstva pro zásobování lidu                          |
| 13 | Rudolf Bechyně            |            | ČSSD        | 2. vláda F. Udržala                    | 7. prosince 1929 – 29. října 1932     | Ministr pro zásobování lidu                                       |
| 13 | Jan Malypetr              |            | agrár. str. | 1. vláda J. Malypetra                  | 29. října 1932 – 12. července 1933    | Správce ministerstva pro zásobování lidu. Následně rezort zrušen. |

## Ministři výživy poválečné Československé republiky
| # | Jméno              | Fotografie | Strana   | Vláda                                                                 | Funkční období                      | Poznámky                                                                                                   |
| - | ------------------ | ---------- | -------- | --------------------------------------------------------------------- | ----------------------------------- | --- |
| 1 | Václav Majer       |            | ČSSD     | 1. vláda Z. Fierlingera 2. vláda Z. Fierlingera 1. vláda K. Gottwalda | 4. dubna 1945 – 25. února 1948      | Ministr výživy                                                                                             |
| 2 | Ludmila Jankovcová |            | ČSSD KSČ | 2. vláda K. Gottwalda vláda A. Zápotockého a V. Širokého              | 25. února 1948 – 12. prosince 1954  | Ministryně výživy (od 20. prosince 1950 potravinářského průmyslu)                                          |
| 3 | Jindřich Uher      |            | KSČ      | 2. vláda Viliama Širokého 3. vláda Viliama Širokého                   | 12. prosince 1954 – 23. června 1961 | Ministr potravinářského průmyslu (od 16. června 1956 do 26. června 1959 potravinářského průmyslu a výkupu) |
| 4 | Josef Krosnář      |            | KSČ      | 3. vláda Viliama Širokého                                             | 23. června 1961 – 20. září 1963     | Ministr potravinářského průmyslu                                                                           |
| 5 | Vratislav Krutina  |            | KSČ      | vláda Jozefa Lenárta                                                  | 20. září 1963 – 20. ledna 1967      | Ministr potravinářského průmyslu. Samotný rezort zrušen k 10. dubnu 1967.                                  |